# بنیاد پژوهشی

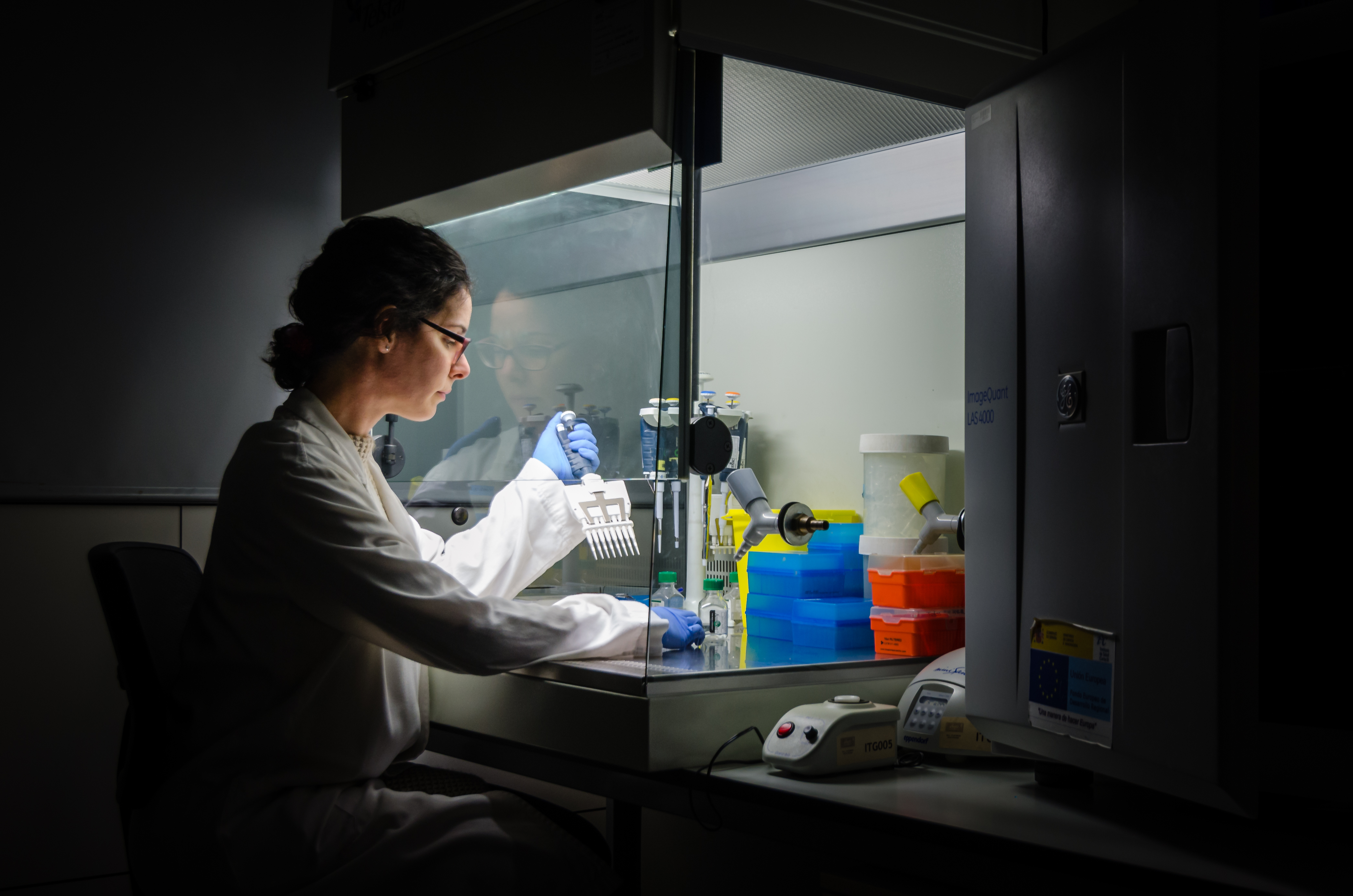
یک پژوهشگر درحال کار در یک آزمایشگاه

بنیاد پژوهشی یا مرکز پژوهشی یا مرکز تحقیقات یا پژوهشگاه یا مؤسسهٔ تحقیقاتی، نهادی است که برای انجام پژوهش به‌وجود آمده و تلاش‌های آن وقف این کار است. مؤسسه‌های پژوهشی ممکن است در پژوهش‌های پایه تخصص داشته باشند یا به پژوهش کاربردی بپردازند. هرچند این نام اغلب یادآور یا دلالت بر تحقیق در علوم طبیعی است، بسیاری از مؤسسه‌های پژوهشی در علوم اجتماعی نیز، به‌ویژه برای هدف‌های پژوهش‌های جامعه‌شناختی و همچنین تاریخی وجود دارد.

## نهادهای پژوهشی برجسته
در دوران قرون وسطی آغازین، چندین رصدخانهٔ نجومی در سرزمین‌های جهان اسلام ساخته شد. نخستین آن‌ها در سدهٔ نهم میلادی «رصدخانهٔ بغداد» بود که در بغداد در طول دوران حکومت خلیفهٔ عباسی، مأمون بنا گردیده، ولی معروف‌ترین آن‌ها در سدهٔ سیزدهم در مراغه، رصدخانهٔ مراغه، و در سدهٔ پانزدهم رصدخانهٔ الغ‌بیگ سمرقند بود.
قدیمی‌ترین مؤسسهٔ پژوهشی در اروپا مجتمع رصدخانه - آزمایشگاه دانمارکی اورانی‌بورگ است که توسط تیکو براهه در جزیرهٔ ون، به عنوان یک آزمایشگاه نجومی سدهٔ شانزدهم برای اندازه‌گیری دقیق شمار ستارگان، راه‌اندازی شد.
در ایالات متحده، نهادهای پژوهشی پرشمار و قابل‌توجهی از جمله آزمایشگاه‌های بل (۱۹۲۵)، زیراکس پارک (۱۹۷۰)، آزمایشگاه‌های اچ‌پی (۱۹۶۶)، مؤسسهٔ پژوهشی اسکریپس (۱۹۲۴)، مؤسسه مطالعات زیست‌شناسی سالک، مؤسسهٔ فناوری و علوم پیشرفته بِکمن، مؤسسه مطالعات پیشرفته، مؤسسهٔ اس‌آرآی اینترنشنال و آرتی‌آی اینترنشنال وجود دارند. شرکت هواپیماسازی هیوز از یک نهاد پژوهشی (اچ‌آراِل) برای ساختار مدل سازمانی خود استفاده کرد.
در اواخر سدهٔ ۱۸۰۰ توماس ادیسون، با به‌کار بردن اصول تولید انبوه و کار گروهی در مقیاس بزرگ برای اولین بار، به روند گسترش اختراع کمک شایانی کرد.

## در اروپا، در اوایل دوران مدرن
یکی از دستاوردها در گیرودار تلاطم انقلاب علمی سدهٔ ۱۷ پدید آمدن آکادمی علمی بود. در فرانسهٔ لویی چهاردهم، فرهنگستان سلطنتی علوم فرانسه در سال ۱۶۶۶؛ که درپی تشکیل مجامع دانشگاهی خصوصی پیش از آن در همان سدهٔ هفدهم ایجاد شده بود، برای توسعه تحقیقات تأسیس شد. همچنین در لندن، انجمن سلطنتی تأسیس گردید.
در اوایل سدهٔ ۱۸ پتر کبیر ایجاد یک مؤسسهٔ آموزشی و پژوهشی در پایتخت امپراتوری به تازگی ایجاد شدهٔ خود، سنت پترزبورگ را مقرر کرد. طرح او زمینه‌چینی‌هایی برای آموزش زبان، علوم فلسفی و علمی، و نیز آکادمی‌های جداگانه‌ای که فارغ‌التحصیلان بتوانند پژوهش‌های علمی بیشتری را در آن دنبال کنند، درنظر گرفته بود. این نهاد در نوع خود در اروپا نخستین گام برای انجام تحقیقات علمی در درون ساختار یک دانشگاه بود. آکادمی سنت پترزبورگ پس از صدور فرمان در ۲۸ ژانویه ۱۷۲۴ تأسیس شد.

## پژوهش علمی در آمریکای قرن بیستم
مؤسسات پژوهشی در آغاز قرن بیستم ظهور کردند. در سال ۱۹۰۰، حداقل در اروپا و ایالات متحده، حرفه علمی تنها تا آنجا تکامل یافته بود که شامل مفاهیم نظری علم و نه کاربرد آن می‌شد. دانشمندان پژوهشی هنوز نتوانسته بودند یک رهبری در تخصص ایجاد کنند. در خارج از محافل علمی، عموماً فرض بر این بود که شخصی در یک شغل مرتبط با علوم، کاری را انجام می‌دهد که لزوماً «علمی» است و مهارت دانشمند ارزشی بیش از مهارت یک کارگر ندارد. موضع فلسفی در علم توسط همهٔ پژوهشگران از نظر عقلی برتر از روش‌های کاربردی تصور نمی‌شد. با این حال، هر گونه پژوهش در مورد کاربرد علمی با مقایسه محدود بود. یک تعریف بی‌پایه همه پدیده‌های طبیعی را به «علم» نسبت می‌دهد. رشد مطالعات علمی میل به تقویت مجدد رشته علمی با پژوهش‌های قوی را برانگیخت تا علم «خالص» را از چنین طبقه‌بندی گسترده‌ای استخراج کند.

### ۱۹۰۰ تا ۱۹۳۹
این با پژوهش‌هایی آغاز شد که به‌طور مستقل و به دور از خدمات عمومی و نظارت دولتی انجام می‌شدند. محیط محصور برای پژوهش‌های صنعتی ایجاد شد. این‌ها شامل بنیاد راکفلر، بنیاد کارنگی واشینگتن و مؤسسهٔ مطالعات پیشرفته بودند. پژوهش‌ها هم در نظری و هم در کاربرد پیشرفت کردند. کمک‌های مالی چشمگیر خصوصی به این امر کمک کرد.

### پس از ۱۹۴۰
تا سال ۲۰۰۶، بیش از ۱۴۰۰۰ مرکز پژوهشی در ایالات متحده وجود داشت. توسعه دانشگاه‌ها به دانشگاه‌های تحقیقاتی با این تحولات تغذیه شد، زیرا آموزش انبوه جوامع علمی انبوه را ایجاد کرد. آگاهی عمومی روبه‌رشد از پژوهش‌های علمی، درک عمومی را در پیشبرد پیشرفت‌های پژوهشی خاص به منصه ظهور رساند. پس از جنگ جهانی دوم و بمب اتم، موضوعات پژوهشی خاصی دنبال شد: آلودگی محیط‌زیست و دفاع ملی.